# The Other Side (canción de Aerosmith)
«The Other Side» es un sencillo de la banda de hard rock estadounidense Aerosmith, escrito por el vocalista Steven Tyler y Jim Vallance. Fue lanzado en 1990 como el cuarto sencillo del álbum Pump.
Ocupó la primera posición en el conteo de Mainstream Rock y la veintidós del Billboard Hot 100.
La canción ganó un premio en los MTV Video Music Awards 1991, en la categoría Mejor video Heavy Metal.

## Posicionamiento
| Lista                    | Posición |
| ------------------------ | -------- |
| Billboard Hot 100        | 22       |
| Mainstream Rock          | 1        |
| Canada Top Singles (RPM) | 22       |